# Folkdräkter från Västerbotten

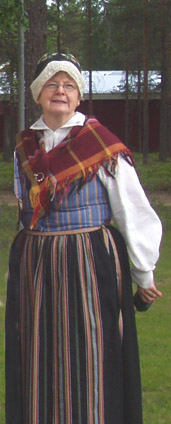
Västerbottensdräkt dam 2003

Det här är en förteckning över folkdräkter från Västerbotten. Västerbotten har 16 dräkter, tio kvinnodräkter och sex mansdräkter.
I tabellen nedan ses en förteckning över de 16 västerbottniska folkdräkterna. I tabellen ses var dräkten kommer ifrån, om det är en kvinno- eller mansdräkt, om den är dokumenterad, rekonstruerad eller komponerad, när den återupptogs i bruk, om det finns varianter samt ytterplagg. Tabellen bygger på Ulla Centergrans inventering av folkdräkter i Sverige 1988-1993, som publicerades i bokform av Nämnden för hemslöjdsfrågor och LRF:s kulturråd 1993. Syftet var att underlätta för den som ville skaffa sig en egen dräkt att lättare få en överblick över de som fanns.
| Dräkt              | Kön    | Ursprung      | Återupptogs          | Finns varianter | Finns ytterplagg | Källa |
| Burträsk           | Kvinna | Komponerad    | 1961                 |                 |                  | [ 1 ] |
| Burträsk           | Man    | Komponerad    | 1972                 |                 |                  | [ 1 ] |
| Bygdeå             | Kvinna | Komponerad    | 1976                 |                 |                  | [ 1 ] |
| Lövånger           | Kvinna | Rekonstruerad | 1959-1960            | Ja              | Tröja            | [ 1 ] |
| Lövånger           | Man    | Rekonstruerad | 1968                 | Ja              |                  | [ 1 ] |
| Norsjö             | Kvinna | Komponerad    | 1953                 |                 |                  | [ 1 ] |
| Norsjö             | Man    | Komponerad    | 1953                 |                 |                  | [ 1 ] |
| Nysätra            | Kvinna | Komponerad    | 1978                 | Ja              |                  | [ 1 ] |
| Nysätra            | Man    | Komponerad    | 1978                 |                 |                  | [ 1 ] |
| Renbergsvattnet    | Kvinna | Komponerad    | 1977-1979            |                 |                  | [ 1 ] |
| Renbergsvattnet    | Man    | Komponerad    | 1979                 |                 |                  | [ 1 ] |
| Skellefteå         | Kvinna | Komponerad    | 1940-talet           |                 |                  | [ 1 ] |
| Vännäs             | Kvinna | Komponerad    | 1961                 |                 |                  | [ 1 ] |
| Västerbottensdräkt | Kvinna | Komponerad    | 1914, omarbetad 1980 | Ja              | Tröja            | [ 1 ] |
| Västerbottensdräkt | Man    | Komponerad    | 1923                 | Ja              | Tröja            | [ 1 ] |
| Åbyn               | Kvinna | Komponerad    | 1975-1979            |                 |                  | [ 1 ] |

## Andra folkdräkter i Västerbotten
- Burträskdräkt, 1961 [2]
- Lövångerdräkt, 1968[2]
- Dräkt från Renbergsvattnet, 1979[2]
- Storumandräkt, 1976[2]
- Vilhelminadräkt, 1944 och 1945[2]
- Vännäsdräkt, 1950-tal[2]
- Bygdeådräkt
- Nysätradräkt
- Dräkt från Nordmaling, 1951[2]
- Norsjödräkt, 1950-tal[2]